# Fântânele (gmina w okręgu Konstanca)
Fântânele – gmina w Rumunii, w okręgu Konstanca. Obejmuje tylko jedną miejscowość Fântânele. W 2011 roku liczyła 1585 mieszkańców.